# Поля тюльпанов в Голландии
«Поля тюльпанов в Голландии» (фр. Champs de tulipes en Hollande) — картина французского художника Клода Моне, написанная им в 1886 году. Выполнена в нескольких вариантах во время поездки на плантации тюльпанов в Нидерландах. Находится в коллекции музея Орсе в Париже.

## Контекст
Клод Моне, известный художник и отец импрессионизма, в 1883 году арендовал дом с большим садом в Живерни, поселившись там с двумя сыновьями, второй женой, а также её шестью дочерьми от первого брака. Увлёкшись садоводством, долгие годы он обустраивал это место — рыл пруды, строил мосты, растил кувшинки, сажал цветы, в том числе розы, ирисы, георгины, глицинии, тюльпаны, а также отправлялся на поиски новых растений и попутно зарисовывал их. Во второй половине 1880-х годов Моне несколько раз удалялся от комфортной жизни в Живерни и отправлялся в творческие поездки в более или менее отдаленные места — плодом этого становились новые картины, дорабатываемые художником в своей мастерской в Живерни. Так, в период с 27 апреля по 6 мая 1886 года он побывал в Голландии. Соответствующее приглашение поступило от барона Эстурнеля де Констана, секретаря французского посольства в Гааге и будущего лауреата Нобелевской премии мира. Барону нравились работы Моне, а кроме того он дружил с коллекционером его полотен — Шарлем Дедоном. В письме критику Теодору Дюрэ Моне писал: «Я приехал сюда по приглашению джентльмена, которого я не знал, друга Дедона, поклонника моих полотен, который хотел показать мне урожай, огромные поля в полном расцвете; это замечательно, но сводит с ума бедного художника; это всё слишком для наших плохих красок».

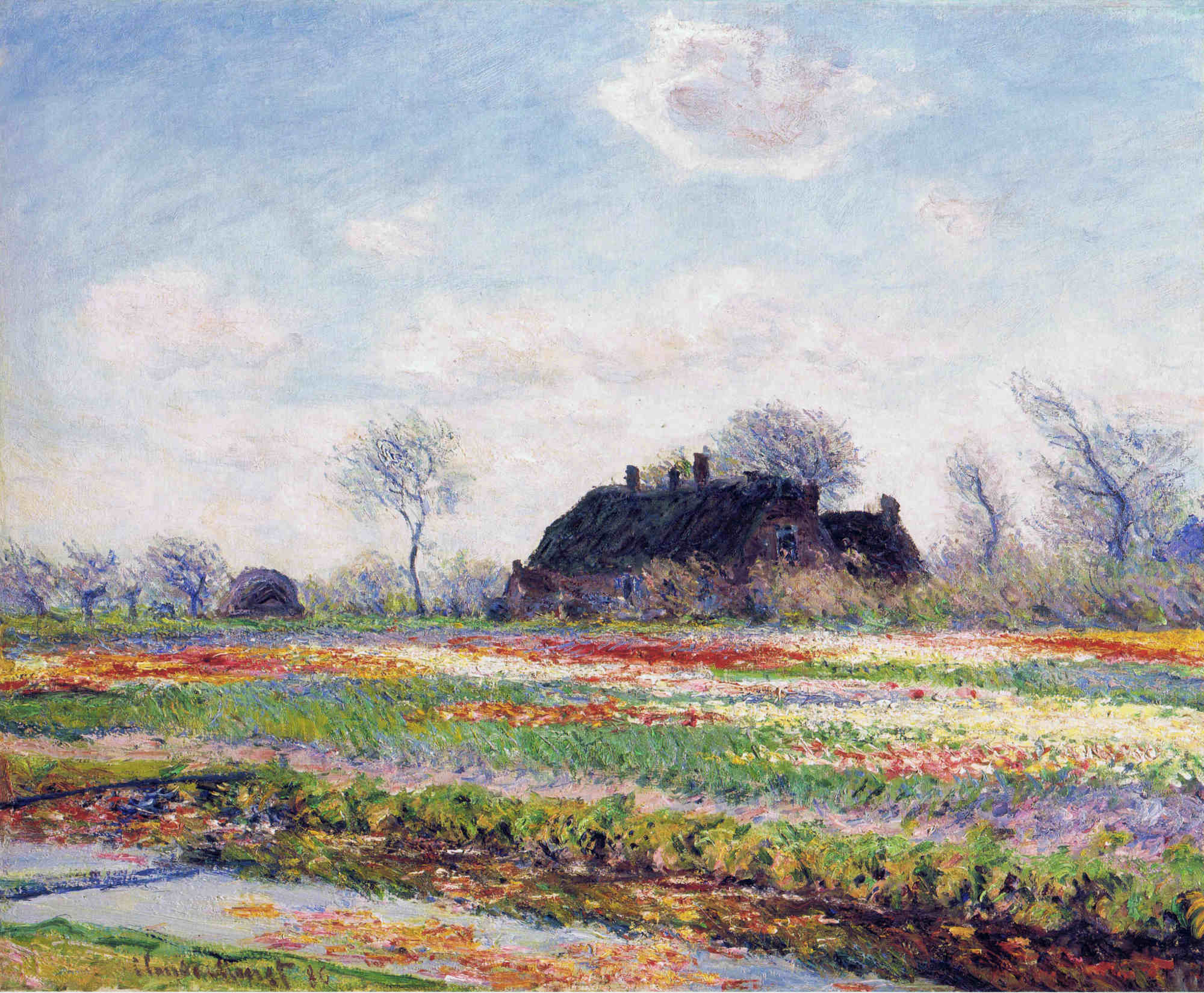
Институт Кларк
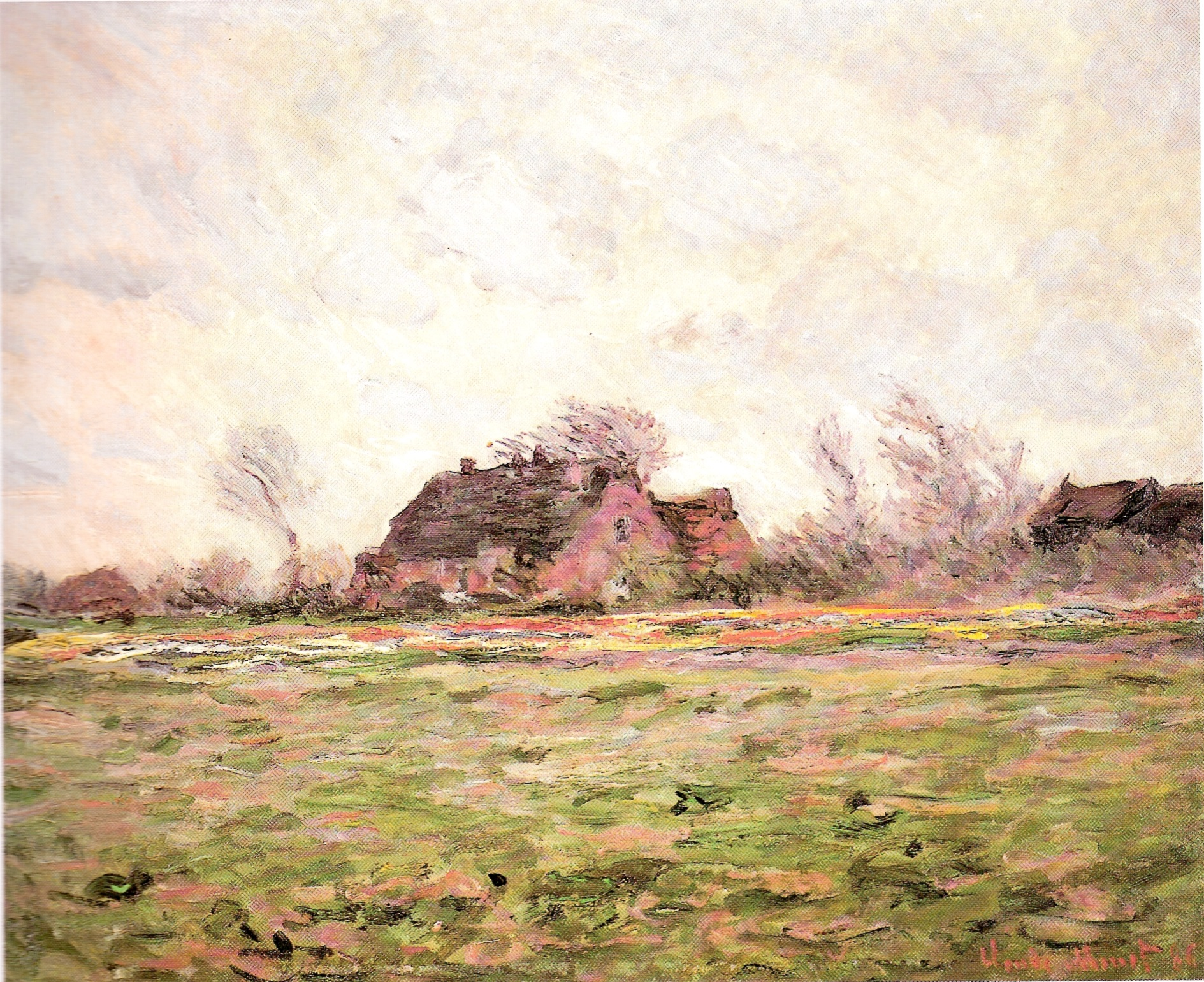
Коллекция Форда
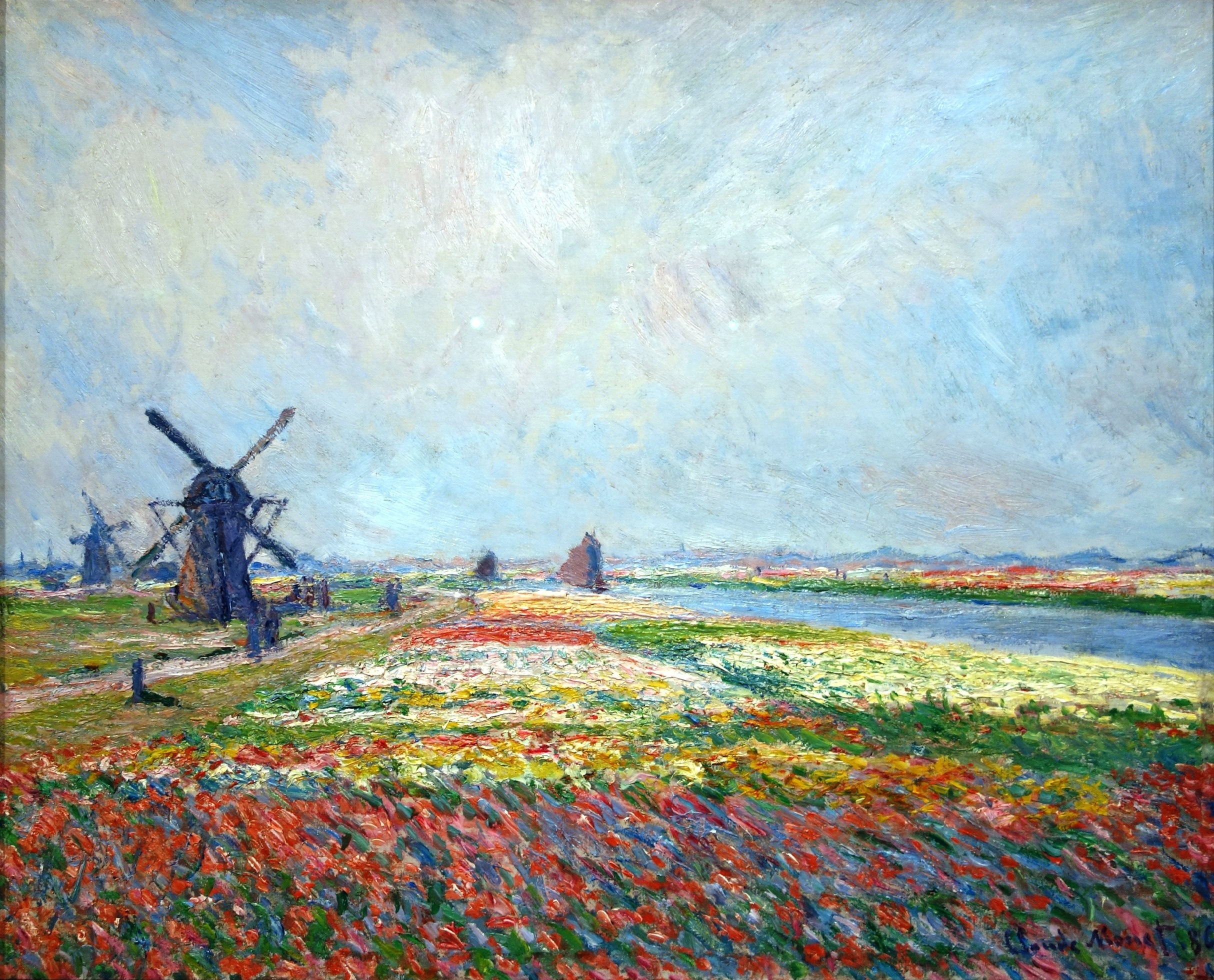
Музей Ван Гога
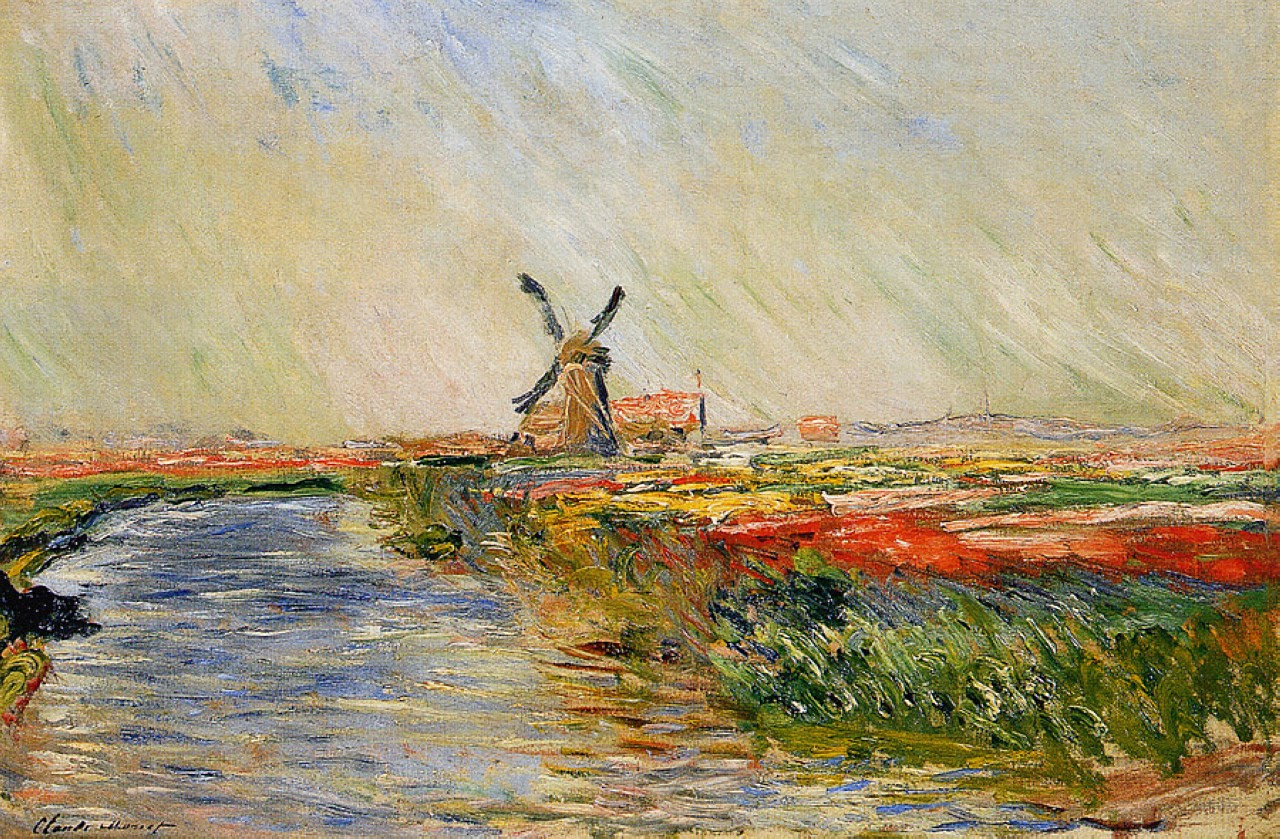
Музей Мармоттан-Моне

Впервые Моне приехал в Голландию ещё в 1871 году и написал около двух десятков картин на темы водных каналов, остроконечных домов и мельниц вокруг Зандама, а в 1874 году сосредоточился главным образом на Амстердаме, городском образе, атмосферных эффектах штормового и серого неба. В этот раз Моне испытал восхищение полями тюльпанов близ Гааги, Лейдена, Харлема и Сассенхейма. Луковицы росли повторяющимися рядами на огромных полях, зацветали они беспорядочными пятнами, что не очень привлекало художников, в отличие, например, от Винсента Ван Гога, создавшего работу на эту тему в 1883 году: данная картина известна как «Цветники в Голландии» (48,9 × 66 см; Национальная галерея искусства). Во время десятидневного пребывания в Голландии Моне написал пять работ, построенных по одной и той же композиционной схеме и вдохновлённых своими собственными «Полями маков» 1870-х годов. В их числе: «Поля тюльпанов в Сассенхейме» (59,7 × 73 см; Институт искусств Стерлинга и Франсин Кларк), «Поля тюльпанов в Сассенхейме» (60 × 73 см; коллекция Генри Форда II), «Поля тюльпанов близ Гааги» (66 × 81,5 см; Музей Винсента Ван Гога), «Поля тюльпанов в Голландии» (54 × 81 см; Музей Мармоттан-Моне), и, наконец, «Поля тюльпанов в Голландии» (65,5 × 81,5 см; Музей Орсе).

## Композиция

«Цветники в Голландии» кисти Ван Гога

Картина написана маслом на холсте, а её размеры составляют 65,5 × 81,5 см. Слева снизу стоит подпись художника: «Claude Monet, 86».
Большую часть картины занимает голубое небо с бледными белыми облаками. Внизу — равнинный и необъятный голландский пейзаж, озарённый солнечным светом и прерывающийся кое-где деревьями. В самом центре полотна, ломая линию горизонта, располагается ферма — довольно анекдотического вида мельница с крутящимися крыльями, рядом с которой стоит традиционный голландский дом в серо-коричневых тонах, где, возможно, живёт мельник. Нижняя часть работы заполнена аккуратными рядами цветочных клумб пурпурного, красного, жёлтого цветов, при взгляде на которые зритель будто может ощутить то, как на ветру колышутся бутоны тюльпанов.

## Судьба
Картины, написанные Моне в Голландии, экспонировались на международной выставке, организованной галеристом Жоржем Пети в Париже в 1886 году. «Поля тюльпанов в Голландии» были среди первых работ Моне, которые увидел Ван Гог по прибытии в том же году в Париж, оставшись, вероятно, под впечатлением от гладких мазков и ярких цветов этого видного художника-импрессиониста. Тогда же прямо с выставки картину за две с половиной тысячи франков купила у Моне лично Виннаретта Зингер, будущая принцесса и супруга Эдмона де Полиньяка. Полотно находилось у неё до 1944 года, а затем как наследство принцессы принято государством в дар, отправлено в Лувр и с 1947 года выставлялось в галерее Же-де-Пом. В 1986 году работа была передана в музей Орсе, где и находится в настоящее время.